# Shitala
U hinduizmu, Shitala (शीतला, śītalā; Sheetala, Sitala) božica je te zaštitnica svojih štovatelja, povezana s raznim bolestima. Inkarnacija je velike božice Durge, a najviše ju štuju u Zapadnom Bengalu, Bangladešu, Nepalu i Pakistanu. Posebno je povezana s kožnim oboljenjima.
Njezino ime na sanskrtu znači „ona koja hladi”. Često ju nazivaju Maa – „majka”, a štuju ju i neki budisti. Neke hinduističke tradicije povezuju Shitalu s Parvati te je u tim mitovima Shitala opisana kao Šivina supruga. Druga imena božice Shitale:
- Thakurani
- Jagrani — „kraljica svijeta”
- Karunamayi — „puna milosti”
- Mangala — „srećonoša”
- Bhagavati — „Božica”
- Dayamayi[1] — „puna milosti i ljubaznosti”

U južnoj Indiji, Shitalu je zamijenila Mariamman. Shitalu često štuju zajedno s božicom kolere, Oladevi.